# アラー・ウッディーン・アーラム・シャー
アラー・ウッディーン・アーラム・シャー（? - 1478年）は、インド北部を支配したサイイド朝の第4代（最後）の君主（在位：1445年 - 1451年）。

## 生涯
第3代君主・ムハンマド・シャーの子。1445年の父の死で即位する。しかし父と同じく弱小君主で重臣の権力闘争を抑えきれず、宰相が権力を握った。
しかし、1451年にバフルール・ローディーがこれに介入し、宰相を罷免し、ここにサイイド朝は滅亡した。
しかし、アーラム・シャーは新たなローディー朝のもとで年金を受け取って生活を許され、1478年に没している。